# Mind-Wave
Mind-Wave es un personaje ficticio que aparece en los cómics estadounidenses publicados por Marvel Comics.
Erik Gelden hizo su debut en acción en vivo en la tercera temporada de la serie de televisión de Netflix Jessica Jones, interpretado por Benjamin Walker.

## Historial de publicación
Mind-Wave apareció por primera vez en Daredevil # 133 (mayo de 1976), y fue creado por Marv Wolfman, Bob Brown y Jim Mooney. El personaje aparece posteriormente en el Capitán América # 319 (julio de 1986), en el que fue asesinado por el Azote del Inframundo.

## Biografía del personaje ficticio

### Erik Gelden
Mind-Wave era un criminal megalómano que poseía habilidades mentales acrecentadas por sus propios inventos. Robó bancos en Europa y América hasta que fue detenido por Daredevil. En ese momento utilizó su 'think tank', capaz de disparar varias armas.
Las habilidades mentales de Mind-Wave no lograron advertirle sobre el Azote del Inframundo, quien lo mató en la masacre de "Bar Sin Nombre".
Mind-Wave fue más tarde entre los dieciocho criminales, todos asesinados por el Azote, para ser resucitados por Capucha usando el poder de Dormammu como parte de un escuadrón reunido para eliminar al Punisher. Mirage se disfraza, Mind-Wave, y algunos de los otros criminales como un equipo de Vengadores que intentan matar al Punisher. Después de que Punisher descubra el truco, captura Mirage, mata a Mind-Wave con una granada y lo deja con una granada como trampa para que los otros criminales la encuentren.

### Segundo Mind-Wave
Un nuevo Mind-Wave apareció como un infractor de la Ley de registro sobrehumano. Divirtió a los oficiales de una comisaría de policía de Las Vegas, Nevada, al afirmar que estaba allí para protestar oficialmente por la Ley de Registro y al afirmar que su nombre en clave era diferente al del hombre que se llamaba "Mind Hyphen Wave". Luego usó sus poderes telequinéticos para destruir la estación y matar a los oficiales presentes antes de rendirse con calma a los Thunderbolts.
Mind-Wave fue escoltado a una celda en la Montaña Thunderbolts. Cuando los guardias se alejaron, comenzó una conversación telepática con sus compañeros prisioneros Caprice, Bluestreak y Mirage. Sugirió que sería divertido interferir con la cirugía programada para realizarse en Bullseye. Sin embargo, Bullseye se recuperó de su cirugía mientras Mindwave se enfocaba en los otros Thunderbolts, y mató a Mind-Wave y sus aliados en sus células usando escalpelos lanzados.

## Poderes y habilidades
El primer Mind-Wave llevaba un casco de su propio diseño que aumentaba los poderes de su mente natural, particularmente el ESP, con el que podía dejar a un oponente no telepático a voluntad. Su casco también le permitió comunicarse mentalmente con otras personas que usan cascos similares, con su "Think Tank" o con otros ESPers. El "Think Tank" de Mind-Wave era un control de vehículo grande y fuertemente armado por sus poderes mentales que usaba para robar bancos. Tenía cañones de rayos de calor. También llevaba versiones de mano del rayo de calor.
El segundo Mind-Wave fue principalmente un telequinético muy poderoso, con la capacidad de destruir estructuras y detener y redirigir la lluvia de balas en pleno vuelo. También tenía cierta medida de habilidad telepática, que utilizaba para conversar con sus compañeros prisioneros y combinar su poder con el de ellos, en un intento por destruir Thunderbolts al volverlos locos. Llevaba un traje compuesto por una armadura oscura y un casco parecido a una máscara antigás.

## En otros medios
Una versión renovada de Erik Gelden aparece en la temporada 3 de  Jessica Jones, interpretado por Benjamin Walker. Esta versión es un aliado y un interés amoroso para Jessica Jones, cuyos poderes han pasado de la telepatía tradicional a los poderes empáticos que pueden detectar el mal. También tiene una hermana llamada Brianna "Berry" Gelden (interpretada por Jamie Neumann) que trabaja como prostituta. Gelden usa sus habilidades para chantajear a personas que han realizado actos criminales en secreto. Él chantajea a Gregory Salinger quien respondió cazando a Gelden para matarlo, pero accidentalmente apuñala a Jessica. Este acto tiene a Jessica obligando a Gelden a revelar sus habilidades y el hecho de que él ha estado recolectando dinero para pagar a los mafiosos. Gelden tiene a Jessica y sus aliados protegen a Brianna después de que Salinger la amenaza, pero Salinger termina atrapando a Gelden. Estar cerca de Salinger hace que Gelden se desangre profusamente en la cara. Él es finalmente rescatado por Jessica y Trish Walker. Sin embargo, Trish comienza a usar a Gelden para buscar criminales para intimidar. Ella comienza a matarlos, lo que alivia los dolores de cabeza de Gelden, pero pronto comienza a tener dolores de cabeza alrededor de Trish. Él le dice a Jones que detenga a Trish, lo que ella hace, pero luego le dice que no quiere una relación. Gelden es visto por última vez cuando el detective Eddy Costa se acerca a él de usar sus habilidades para ayudar a la policía.